# حجاتو عليات سويلم
حجاتو عليات سويلم، شاعرة صحراوية ولدت عام 1973 في الصحراء المغربية. تدرس من خلال شعرها دور المرأة في الثقافة الصحراوية . كتبت الشعر طوال حياتها.

## السيرة الذاتية
ولدت الشاعرة الصحراوية حجاتو عليات سويلم، عام 1973 في وادي صقر في الصحراء الغربية. تدرس من خلال شعرها دور المرأة في الثقافة الصحراوية. كتبت الشعر طوال حياتها، معظمه عمل سياسي، وقد نُشر بعد ذلك تحت اسم مستعار. في عام 1999، أدى نشر قصيدة كتبها حوالي 66 سجينًا سياسيًا إلى اكتشاف السلطات المغربية هويتها وفقدان هويتها. بعد تزايد عدد مداهمات الشرطة لمنزلها وعائلتها، انتقلت إلى مخيم أوسرد، من أجل حماية أسرتها من السلطات المغربية. يركز شعرها على دور المرأة في النضال الصحراوي. كتبت هي والشاعر حسين مولود عن الحياة في مخيم أكديم إزيك الاحتجاجي. تمت ترجمة أعمال سويلم لأول مرة إلى اللغة الإنجليزية من قبل المؤلفين سام بركسون ومحمد سليمان، في مجلدهما «الصحراويون الشعر المستقرون». كانت تكتب تحت اسم مستعار بسبب الظروف التي كانت تعيش فيها، ووضع النساء الشاعرات في ذلك الزمن.